# Niederrohrdorf
Niederrohrdorf é uma comuna da Suíça, no Cantão Argóvia, com cerca de 2.631 habitantes. Estende-se por uma área de 3,33 km², de densidade populacional de 790 hab/km². Confina com as seguintes comunas: Fislisbach, Mellingen, Oberrohrdorf, Remetschwil, Stetten.
A língua oficial nesta comuna é o Alemão.